# Cornulum virguliferum
Cornulum virguliferum är en svampdjursart som först beskrevs av Claude Lévi 1983.  Cornulum virguliferum ingår i släktet Cornulum och familjen Acarnidae.
Artens utbredningsområde är havet kring Nya Kaledonien. Inga underarter finns listade i Catalogue of Life.